# Сазонов, Сергей Васильевич (управленец)
Сергей Васильевич Сазонов (род. 4 ноября 1953, г. Харьков) — украинский чиновник, управленец. Исполняющий обязанности председателя Запорожской областной государственной администрации (2001). Председатель правления «АвтоКрАЗ» (с 2002). Депутат Полтавского областного совета (с 2006).

## Образование
Образование высшее, в 1975 окончил Запорожский машиностроительный институт по специальности «Автомобили и тракторы», инженер-механик.

## Карьера
За 22 года работы на производственном объединении «АвтоЗАЗ» прошёл путь от мастера до заместителя председателя правления. Занимал руководящие должности связанные со сбытом и маркетингом.
В 1997 Сазонов с должности первого заместителя председателя правления по вопросам экономики и финансов «АвтоЗАЗа» перешёл на работу в Запорожскую областную госадминистрацию, где работал начальником областного управления по экономике, а затем первым заместителем председателя областной госадминистрации.
С августа 2001 по апрель 2002 — первый заместитель председателя правления ХК «АвтоКрАЗ», одновременно — председатель Наблюдательного совета Токмакского кузнечно-штамповочного завода.
С апреля 2002 — председатель правления — генеральный директор холдинговой компании «АвтоКрАЗ».
С августа 2003 — председатель правления ХК «АвтоКрАЗ».

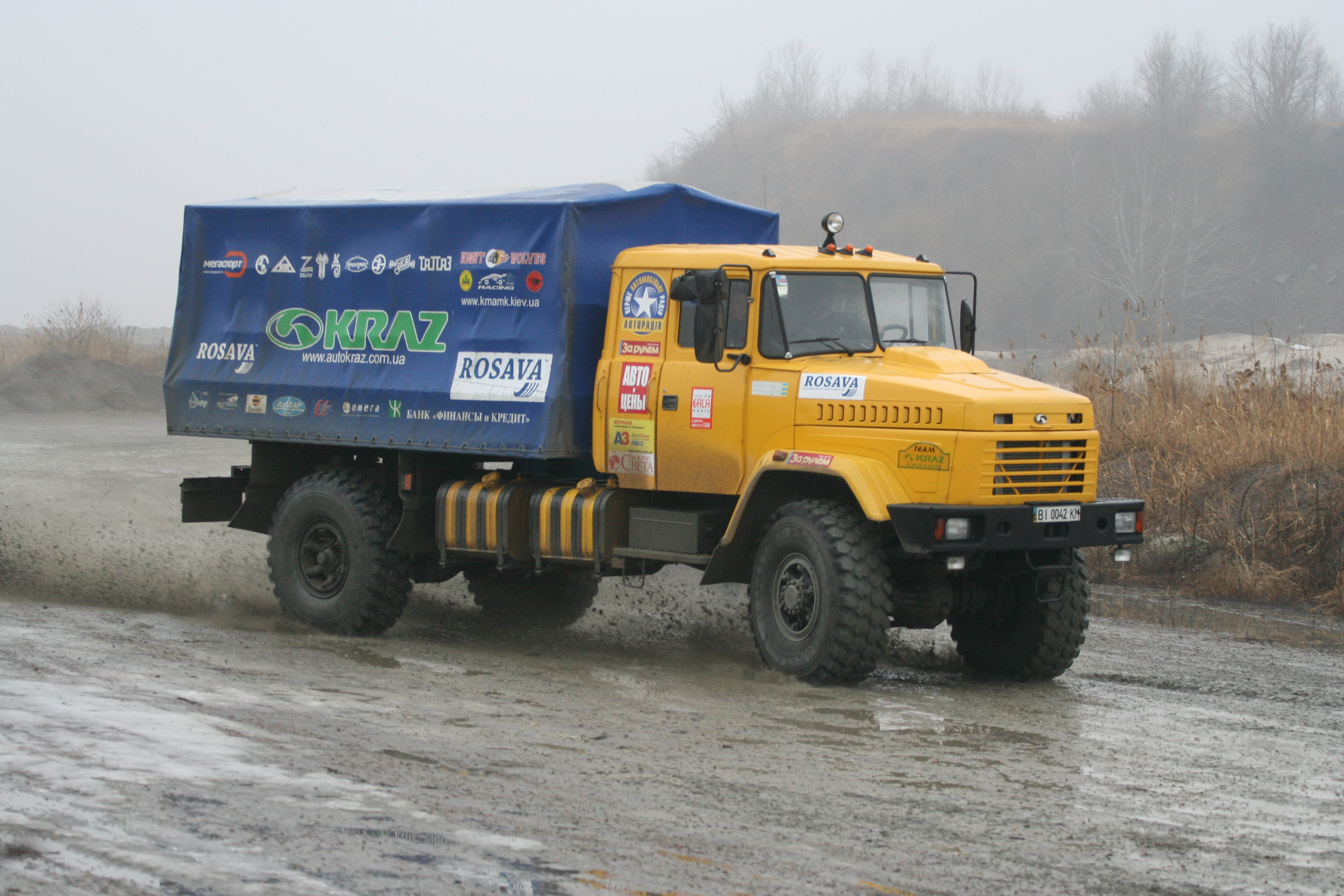
КрАЗ 5133ВЕ на испытаниях

Под руководством Сазонова Сергея Васильевича предприятие достигло значительных успехов в производстве тяжелых грузовых автомобилей различного назначения. Продукция завода была известна во многих странах мира. По инициативе Сазонова на «АвтоКрАЗе» велись большие работы по созданию перспективной автотехники, в том числе уникальных многоосных вездеходов. А для участия в крупнейшем международном ралли-рейде «Дакар-2008» был подготовлен специальный спортивный грузовик.

## Творчество
Автор и соавтор книг о автозаводе "КрАЗ"
1. "Люди. Завод, Автомобили" - Л. Гоголев, В. Левский, С. Сазонов - 2006
2. "Автомобили-самосвалы КрАЗ" - В . Левский, С. Сазонов, М. Шелепенков - 2010
3. "Армейские автомобили КрАЗ" - В. Левский, С. Сазонов - 2017
4. "Самосвалы из Кременчуга" - C. Сазонов - 2020